# 新漫画党
新漫画党（しんまんがとう）は、少年漫画の漫画家が結成したグループである。命名者は藤子不二雄の安孫子素雄。トキワ荘を中心として新人漫画家たちが理想の漫画を描くために集まった。第1次と第2次にわけられる。

## 第1次新漫画党
1954年（昭和29年）7月、藤子が上京してすぐ結成。このとき山根青鬼、山根赤鬼も誘ったが断られたという。
会費は1ヶ月100円だったが、300円となったこともあり、のち定期徴収は廃止となる。
月1回の会合で集まって漫画やその他興味の事柄について話し合ったり、『漫画少年』で合作漫画を手がけたりする。新メンバー加入については、党員のうち一人でも反対者がいれば認めなかった。
1955年（昭和30年）1月の藤子の失態を機に合作を中止。同年4月解散。
- 寺田ヒロオ（総裁、会計責任者）
- 藤子不二雄（安孫子素雄、藤本弘）
- 坂本三郎
- 森安なおや
- 永田竹丸

## 第2次新漫画党
1955年（昭和30年）5月結成。機関紙『ながれ』を発行したりしたが、第1次のように合作漫画は手がけなかった。
漫画に関する集まりという触れ込みであったにもかかわらず、会合が雑談ばかりであったため、つのだじろうが激怒したという逸話がある。つのだが毛筆で書き新漫画党に送りつけた書簡に対し、藤本弘がつのだの愛読書であった吉川英治作の『宮本武蔵』を引用した手紙を送りつのだをなだめた。
1958年（昭和33年）7月、事務所を東京・中野に設ける。解散年不明。
第2次新漫画党結成を祝って、下記メンバーは当時生活していたトキワ荘のカーテンに寄せ描きした。現在そのカーテンは、おもちゃコレクター・鑑定士の北原照久の所有となっており、漫画界の「釈迦の衣」と呼ばれる逸品として伝説になっている。
- 寺田ヒロオ（総裁）
- 藤子不二雄（安孫子素雄、藤本弘）
- 鈴木伸一
- 森安なおや（1957年（昭和32年）、除名処分を受ける）
- つのだじろう
- 石森章太郎
- 赤塚不二夫
- 園山俊二